# Nelson Ilha
Nelson Ilha (16 de octubre de 1957) es un deportista brasileño que compitió en vela en la clase Soling. Ganó seis medallas en el Campeonato Mundial de Soling entre los años 2011 y 2024.

## Palmarés internacional
| Campeonato Mundial | Campeonato Mundial           | Campeonato Mundial | Campeonato Mundial |
| Año                | Lugar                        | Medalla            | Clase              |
| ------------------ | ---------------------------- | ------------------ | ------------------ |
| 2011               | Prien am Chiemsee (Alemania) | Medalla de bronce  | Soling             |
| 2013               | Balatonfüred (Hungría)       | Medalla de bronce  | Soling             |
| 2016               | Kingston (Canadá)            | Medalla de plata   | Soling             |
| 2017               | Muiden (Países Bajos)        | Medalla de plata   | Soling             |
| 2019               | La Baule (Francia)           | Medalla de plata   | Soling             |
| 2024               | Hankø (Noruega)              | Medalla de plata   | Soling             |